# Stefania Turkewich-Lukianovych
Stefania Turkewich-Lukianovych, född 25 april 1898 i Lviv i Österrike-Ungern, död 8 april 1977 i Cambridge, Storbritannien, var en ukrainsk kompositör, pianist och musikolog. Hon är känd som Ukrainas första kvinnliga kompositör. Turkewich verk var förbjudna i Ukraina under sovjettiden.

## Biografi

### Uppväxt
Farfadern Lev Turkevich och fadern Ivan Turkevich var präster. Modern Sofia Kormosjiv var pianist och studerade tillsammans med Karol Mikuli och Vilém Kurz. Hon ackompanjerade även den unga Solomija Krusjelnytska.:7 Alla i familjen var musikaliska och spelade olika instrument, hon själv piano, harpa och harmonium. Hon mindes senare i livet sin barndom och kärleken till musiken:
I centrum stod min mamma, som spelade piano underbart. Som barn älskade jag att lyssna på hennes pianospel. Sedan bildade vi en salongsorkester i vårt hem. Vi spelade följande instrument: pappa  kontrabas, mamma piano, Lenyo cello, jag på harmoniet samt Marijka och Zenko fiol. Min far startade också en familjekör och detta blev våra första steg in i musikvärlden. Far varken snålade eller kom med ursäkter, då det gällde vår musik.:23

### Studier och giftermål

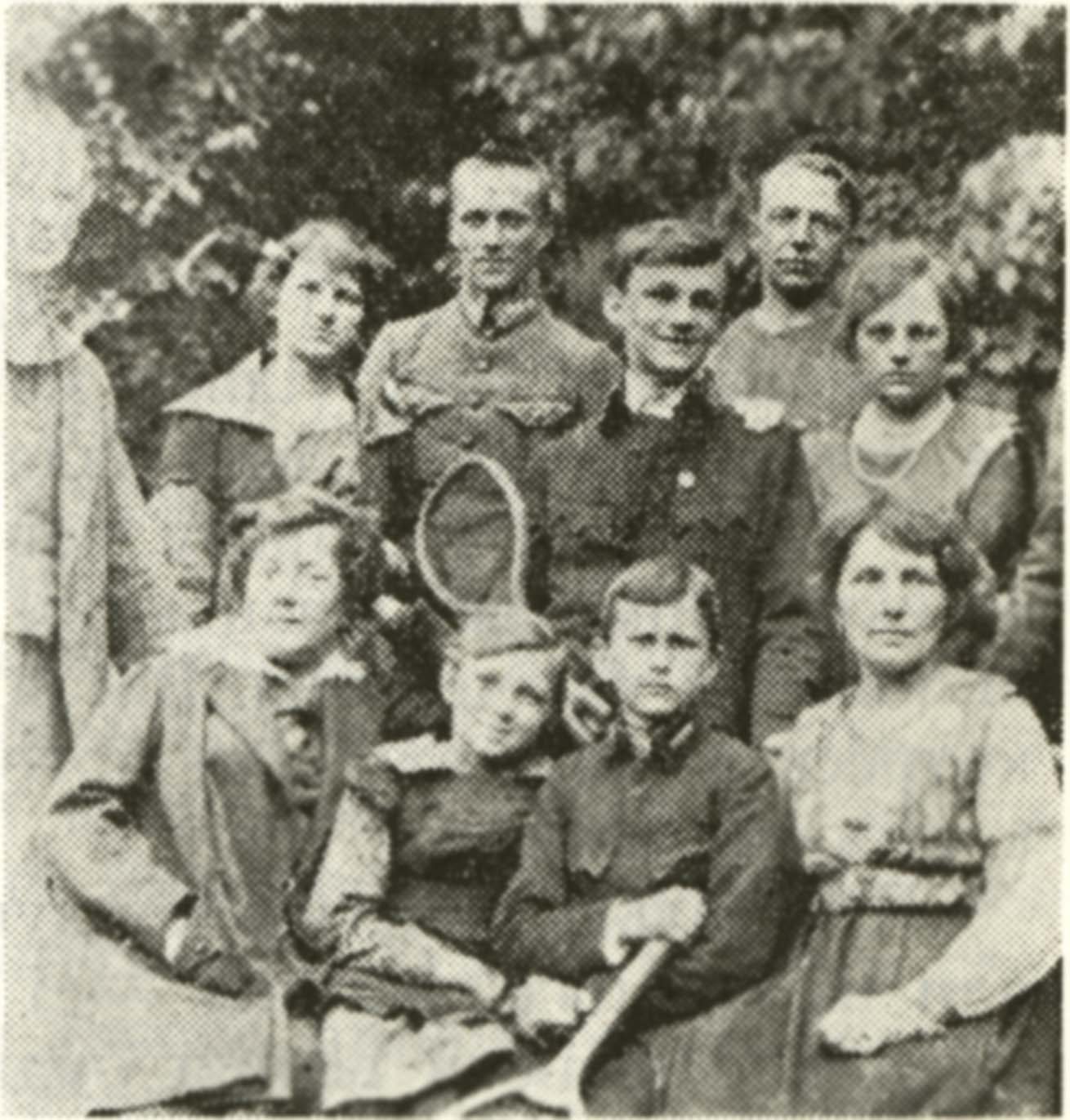
Mellanrad (från vänster till höger): systern Irena, brodern Lev (med racket) och Stefania (omkring 1915).

Stefania Turkewich-Lukianovych började studera musik för Vasyl Barvinsky och åren 1914 till 1916 studerade hon piano i Wien för Vilém Kurz. Efter första världskriget studerade hon tillsammans med Adolf Chybiński vid universitetet i Lviv. Där åhörde hon också hans föreläsningar i musikteori vid Lvivkonservatoriet.:10
År 1919 komponerade hon sitt första musikaliska verk Liturgi, som har uppförts flera gånger i Sankt Georgs-katedralen i Lviv.
Stefania Turkewich-Lukianovych studerade 1921 för Guido Adler vid universitetet i Wien och Joseph Marx vid universitetet för musik och scenkonster Wien. Där tog hon examen 1923 som diplomerad lärare.
År 1925 gifte hon sig med Robert Lisovskyi och flyttade med honom till Berlin, där hon bodde 1927 till 1930 och studerade för Arnold Schönberg och Franz Schreker.:14 Under denna period föddes 1927 hennes dotter Zoja.
År 1930 reste hon till Prag i Tjeckoslovakien och studerade för Zdeněk Nejedlý vid Karlsuniversitetet, för Otakar Šín vid Prags musikkonservatorium och komposition för Vítězslav Novák vid musikhögskolan. Hösten 1933 undervisade hon i piano och blev ackompanjatör vid Prags konservatorium. År 1934 försvarade hon sin doktorsavhandling, som behandlar ukrainsk folklore i ryska operor.:15 Hon avlade 1934 doktorsexamen i musikvetenskap vid det ukrainska fria universitetet i Prag. Hon blev den första kvinna från Galizien (då en del av Polen) som avlade doktorsexamen. Hon återvände samma år till Lviv, där hon var verksam fram till andra världskrigets utbrott, som lärare i musikteori och piano vid Lvivkonservatoriet. Där blev hon medlem av Ukrainska föreningen för professionella musiker.

### Andra världskriget
Hösten 1939, efter den sovjetiska ockupationen av Västra Ukraina, arbetade Stefania Turkewich-Lukianovych som lärare och konsertmästare vid Lvivs operahus och 1940–1941 som docent vid Lvivkonservatoriet. I och med den tyska ockupationen stängdes konservatoriet, men hon fortsatte att undervisa vid den statliga musikskolan. Våren 1944 lämnade hon Lviv och flyttade till Wien och 1946 vidare till södra Österrike och därifrån till Italien för att undkomma den sovjetiska ockupationen. Hennes andre make, Nartsits Lukjanovitj, var läkare som tjänstgjorde i den brittiska armén i Italien.

### England
Hösten 1946 flyttade hon till Storbritannien, där hon bodde på flera olika orter: 1947–1951 i Brighton, 1951–1952 i London, 1952–1962 i Barrow Gurney, 1962–1973 i Belfast och slutligen från 1973 i Cambridge.
I slutet av 1940-talet började hon att komponera igen. Ibland uppträdde hon som pianist och var särskilt aktiv under 1957 vid en serie konserter i ukrainska samhällen i England och 1959 på en pianokonsert i Bristol. Hon var medlem i British Society of Women-Composers and Musicians (verksam fram till 1972).
Operan Oksanas hjärta framfördes i Winnipeg (Kanada) och 1970 i Centennial Concert Hall, under konstnärlig ledning av systern Irena Turkevycz-Martynec.
Centennial Concert Hall - Söndag kl. 19.30: Den Ukrainska barnteatern presenterar Heart of Oksana, en opera av Stefania Turkevich-Lukianovich, som är berättelsen om en flicka som möter sagofigurer i en förtrollad skog, då hon söker efter sina försvunna bröder.

## Eftermäle
Stefania Turkewich-Lukianovych kompositioner är moderna, med en koppling till ukrainska folksånger när de inte är expressionistiska. Hon fortsatte att komponera till slutet av 1970-talet.

## Kompositioner

### Symfoniska verk
1. Symfoni nummer 1, 1937

2a. Symfoni nummer 2a, 1952

2b. Symfoni nummer 2b, andra versionen

3. Sinfonietta, 1956
 
4. Tre symfoniska skisser, 3 juli 1975
 
5. Symfonisk dikt «La Vitа»
 
6. Rymdsymfoni, 1972
 
7. Svit för dubbla stråkorkestrar

8. Fantasi för dubbla stråkorkestrar

### Baletter
9. Flickan med de försvunna händerna, Bristol, 1957
 
10. Halsbandet
 
11. Vesna (Våren ; barnbalett), 1934-1935

12. Mavka (Skogsnymfen ; barnbalett), 1964-1967, Belfast
 
13. Strachopud (Fågelskrämman), 1976

### Operor
14. Mavka - baserad på Lesia Ukrainkas Skogssång (ofullbordad)

### Operor för barn
15. Tsar Okh eller Oksanas hjärta, 1960

16. Den unga djävulen

17. En grönsakstomt, 1969

### Körverk
18. Liturgi, 1919

19. Psalm till Scheptitskij

20. До Бою

21. Triptyk

22. Колискова (А-а, котика нема), 1946

### Kammarmusik
23. Sonat för violin och piano, 1935

24. Stråkkvartett, 1960 – 1970

25. Trio för violin, viola och cello, 1960 – 1970

26. Pianokvintett, 1960 – 1970

27. Blåsartrio, 1972

### Piano
28. Variationer på ett ukrainskt tema, 1932

29. Fantasi. Svit för piano över ukrainska teman, 1940

30. Impromptu, 1962

31. Grotesk, 1964

32. Bergssvit, 1966–1968

33. En cykel av stycken för barn, 1936–1946

34. Ukrainska julsånger och Sjtjedrivka

35. Goda nyheter

36. Jul med Harlequin, 1971

### Övriga verk
1. Hjärta, för sång och orkester
 
2. Lorelei, berättelse för harmonium och piano, 1919. Text av Lesia Ukrainka

3. Maj,  1912

4. Teman över folksånger
 
5. Självständighetstorget, för piano

6. Lemkys sång för sång och stråkar